# Ардабил (остан)
Вижте пояснителната страница за други значения на Ардабил.
Ардабил (на персийски: اردبیل) е един от 31 остана на Иран. Разположен е в северозападен Иран, включен е в административния Регион 3. Заема площ около 17 800 km², населението е над 1 милион. Административен център е град Ардабил.

## История
Предполага се, че територията на Ардабил е заселена от древни времена, а названието Ардабил се споменава в свещената книга на зороастрийците, Авеста. Данни за историята на Ардабил има от началото на ислямския период. В продължение на векове територията на остана се притежава от различни халифати и ханства и е управлявана от династиите на Саджиди, Абасиди, Илханиди, Тимуриди. В началото на 16 век оттук започва възходът на Сефевидите, които обединяват Персия. По време на тяхното управление Ардабил процъфтява, неговото развитие спира след упадъка на Сефевидската империя. В началните десетилетия на 18 век Ардабил за кратко време е част от Отоманска империя и отново става иранска територия, когато на власт идва Надер Шах. Регионът е арена на войните между Русия и Иран през 19 век. В рамките на Иран Ардабил дълго време е част от Източен Азербайджан, отделя се като самостоятелн остан през 1993 г.

## География
Остан Ардабил се намира в северозападната част на Иран. Граничи с Азербайджан и останите Източен Азербайджан и Занджан. На изток се простира планинската верига Талеш, която отделя остана от Гилан.
Около две трети от територията на Ардабил е заета от високи планини, в северната му част навлиза Муганската равнина. Средната височина на планините е около 2200 m, ниските северни райони са с надморска височина под 200 m. Най-високата точка на остана е връх Сабалан с неговите 4 811 m, най-ниската, 40 m, се намира в Муганската равнина. В остана има много реки и горещи минерални извори. 
Климатът на Ардабил е разнообразен и варира от полусух до полувлажен. Районите около града Ардабил са най-студените в Иран. През зимата температурата тук стига до -23°С. В северните шахрестани Билесавар и Парсабад зимите са топли, а лятото е горещо. Средните годишни валежи са около 400 mm.

## Административно деление
Всеки остан в Иран се дели на шахрестани, които се състоят от бахши, те на свой ред съдържат най-малките административни единици – дехестани. Административният център на шахрестан е град, който носи името на шахрестана. След промените, направени през 2018 и 2020 г., Ардабил има 12 шахрестана.
| Карта      | Шахрестан | Население |
| ---------- | --------- | --------- |
| Ardabil    |           |           |
| Ардабил    | 605 992   |           |
| Билесавар  | 51 404    |           |
| Герми      | 56 473    |           |
| Халхал     | 86 731    |           |
| Коусар     | 22 127    |           |
| Мешгиншахр | 149 941   |           |
| Намин      | 60 659    |           |
| Сарейн     | 18 200    |           |
| Нир        | 20 864    |           |
| Парсабад   | 145 095   |           |
| Асландуз   | 32 506    |           |
| Ангут      | 22 892    |           |

## Население
Съгласно националното преброяване през 2016 г. населението на остана е 1 270 420 души, от тях около 68% живеят в градовете. Над 83% от населението е грамотно (възрастова група над 6 г.).
Етническото мнозинство са азери. Малцинствените групи на коренното население са талиши и тати.

## Икономика
Икономическите дейности, характерни за остана, са обусловени от неговите природни дадености и номадския начин на живот на част от населението. Важните отрасли са туризмът, селското стопанство и традиционните занаяти. Произвеждат се пшеница, ечемик, царевица, картофи. Добре са развити животновъдство, рибовъдство, пчеларство. От занаятите особено място заема килимарството. Промишленото производство е представено от текстилни, кожарски и млекопреработвателни предприятия. На територията на остана се намират циментов завод, кибритена фабрика, химически завод. Останът разполага с 8 индустриални центъра.

## Образование
Остан Ардабил разполага с 24 научни и образователни организации.
Университетите са:
- Медицински университет на Ардабил
- Университет Мохагег Ардабили
- Ислямски свободен университет
- Университет Паям-е Нур

## Забележителности
Ардабил е известен преди всичко с природните си забележителности:
- Угаснал вулкан Сабалан и езеро в неговия кратер;
- Солено езеро Шорабил;
- Езеро Неор на височина около 2500 m в Талишките планини;
- Минерални източници с построените около тях спа комплекси;
- Гора Фандоглу, наречена така поради големите площи, покрити с лещникови храсти (на персийски: فندق , фандог);
- Ски курорт Алварес в Сабалан.

Останът притежава също исторически и архитектурни паметници:
- Гробница на шейх Сафиеддин Ардабили и комплексът около нея. Включени са в списъка на UNESCO за световно културно и природно наследство;[14]
- Базар в град Ардабил от епохата на Сефевидите;
- Мостове, хамами и сгради от епохата на Сефевидите;
- Зороастрийски храм на огъня от епохата на Сасанидите;
- Джамия Джоме от епохата на Селджуците.